# Свобода передвижения и выбора места жительства
Свобо́да передвиже́ния и вы́бора ме́ста жи́тельства — право человека беспрепятственно передвигаться по территории страны, выбирать своё место жительства и пребывания, покидать страну и возвращаться в неё. Является одним из основных личных прав человека и включено во Всеобщую декларацию прав человека, принятую Генеральной Ассамблеей ООН в 1948 году. Обычно эта свобода в полной мере предоставляется только гражданам страны, а на передвижение иностранных граждан могут накладываться различные ограничения.

## Свобода передвижения и выбора места жительства по странам

### Россия
Последний советский закон о порядке выезда граждан за рубеж был принят за несколько месяцев до распада страны, 20 мая 1991 года. Он отличался удивительным по меркам СССР либерализмом — выехать можно было по ходатайству государственных, общественных и религиозных организаций или предприятий. С января 1993 года выездная виза выдавалась автоматически без каких-то ходатайств или справок.
Статья 27 Конституции Российской Федерации гарантирует каждому человеку, законно находящемуся на российской территории, право свободно передвигаться, выбирать место пребывания и жительства, и выезжать за пределы страны; российским гражданам также гарантируется право беспрепятственно возвращаться в Россию.
Согласно федеральному закону, право граждан России на передвижение и выбор места жительства и пребывания может быть ограничено в пограничной зоне, в закрытых военных городках, в закрытых административно-территориальных образованиях, в зонах экологического бедствия, на территориях, где введено чрезвычайное или военное положение, или где существует опасность распространения инфекционных заболеваний или массовых неинфекционных заболеваний и отравлений в случае введения ограничительных мероприятий (карантина). Также свобода выбора места проживания ограничена у иностранных граждан, проживающих по разрешению на временное проживание.
Существуют населённые пункты и территории, которые иностранные граждане могут посетить только по разрешению местных и федеральных властей.
В России ведётся регистрационный учёт места жительства и места пребывания граждан. Граждане обязаны регистрировать пребывание в помещениях, в которых временно проживают свыше 90 дней. Граждане, изменившие постоянное место жительства, обязаны подать на регистрацию не позднее 7 дней со дня прибытия на новое место жительства.
Места жительства и пребывания иностранных граждан фиксируются через миграционный учёт. Для иностранцев сроки регистрации места пребывания значительно жёстче, чем для российских граждан. Как для временно пребывающих, так и для постоянно проживающих в России иностранных граждан это семь рабочих дней.

### Белоруссия
Согласно статье 30 Конституции Республики Беларусь, граждане Республики Беларусь имеют право свободно передвигаться и выбирать место жительства в пределах Республики Беларусь, покидать её и беспрепятственно возвращаться обратно. Право на свободу передвижения и выбор жительства принадлежит человеку от рождения, считается неотчуждаемым, но может быть ограничено в случаях, предусмотренных законодательством, в частности об этом говорится в ст. 23 и ст. 63 Конституции Республики Беларусь.